# Þórshöfn
Þórshöfn (isländska: Þórshöfn, bokstavligen Torshamn) är en ort i republiken Island. Den ligger i regionen Norðurland eystra, i den nordöstra delen av landet, 400 km nordost om huvudstaden Reykjavik. Þórshöfn ligger 1 meter över havet och antalet invånare är 379.
Terrängen runt Þórshöfn är huvudsakligen platt, men söderut är den kuperad. Havet är nära Þórshöfn åt nordväst. Trakten runt Þórshöfn är nära nog obefolkad, med mindre än två invånare per kvadratkilometer. Trakten runt Þórshöfn består i huvudsak av gräsmarker.
Inlandsklimat råder i trakten. Årsmedeltemperaturen i trakten är −2 °C. Den varmaste månaden är juli, då medeltemperaturen är 10 °C, och den kallaste är februari, med −8 °C.